# 鄧應仁
鄧應仁（1444年—1508年），字子榮，號容菴，廣東廣州府南海縣人，軍籍，明朝政治人物。

## 生平
成化七年（1471年）辛卯科廣東鄉試第一名舉人。成化十七年（1481年）中式辛丑科會試第二百二名，三甲第五十三名進士。奉使孔林，授東流知縣，補福建浦城知縣，为政愷悌，不事表暴。弘治二年（1489年）处州贼竊發，遠近骚动，應仁御之，贼遁去，邑赖以安。升南京禮部主事，歷南户部郎中，弘治末出守南安府。廉静寡欲，政尚平恕。在任数载，惟携一僮自随。燕处陶然，門無私谒。既去職，百姓大失所望，有畫其肖像供奉在家中者。

## 家族
曾祖鄧天澤；祖父鄧彥芳；父鄧緣，母劉氏；繼母胡氏。慈侍下。